# Vous ne désirez que moi
Pour plus de détails, voir Fiche technique et Distribution.
Vous ne désirez que moi est un film français réalisé par Claire Simon, sorti en 2021.
Il s'agit de l'adaptation de Je voudrais parler de Duras (Pauvert, 2016), un entretien inédit de Yann Andréa avec la journaliste Michèle Manceaux.

## Synopsis
À Neauphle-le-Château, Yann Andréa, qui vit depuis deux ans avec l'écrivaine Marguerite Duras, raconte comment leur relation s'est établie et se poursuit à une journaliste, Michèle Manceaux. Celle-ci le pousse à être le plus précis possible.

## Fiche technique
Sauf indication contraire, les informations mentionnées dans cette section peuvent être confirmées par la base de données cinématographiques IMDb,  présente dans la section « Liens externes ».
- Titre français : Vous ne désirez que moi
- Réalisation : Claire Simon
- Scénario : Claire Simon d'après Je voudrais parler de Duras de Yann Andréa
- Photographie : Céline Bozon
- Montage : Julien Lacheray
- Musique : Nicolas Repac
- Pays de production :  France
- Format : couleur
- Genre : romance
- Durée : 95 minutes
- Dates de sortie :
  - Espagne : 20 septembre 2021 (Festival international du film de Saint-Sébastien 2021)
  - France : 9 février 2022

## Distribution
- Swann Arlaud : Yann Andréa
- Emmanuelle Devos : Michèle Manceaux
- Christophe Paou : L’ami de Michèle Manceaux
- Philippe Minyana : L’amant du bois

## Sortie

### Accueil critique
En France, le site Allociné recense une moyenne des critiques presse de 3,5/5.

## Distinctions

### Récompense
- Festival du film de Cabourg 2022 : Swann d'or du meilleur acteur pour Swann Arlaud[2]

### Sélection
- Festival international du film de Saint-Sébastien 2021 : en compétition